# Фазан-вухань сизий
Фаза́н-вуха́нь сизий (Crossoptilon auritum) — вид куроподібних птахів родини фазанових (Phasianidae). Ендемік Китаю.

## Опис

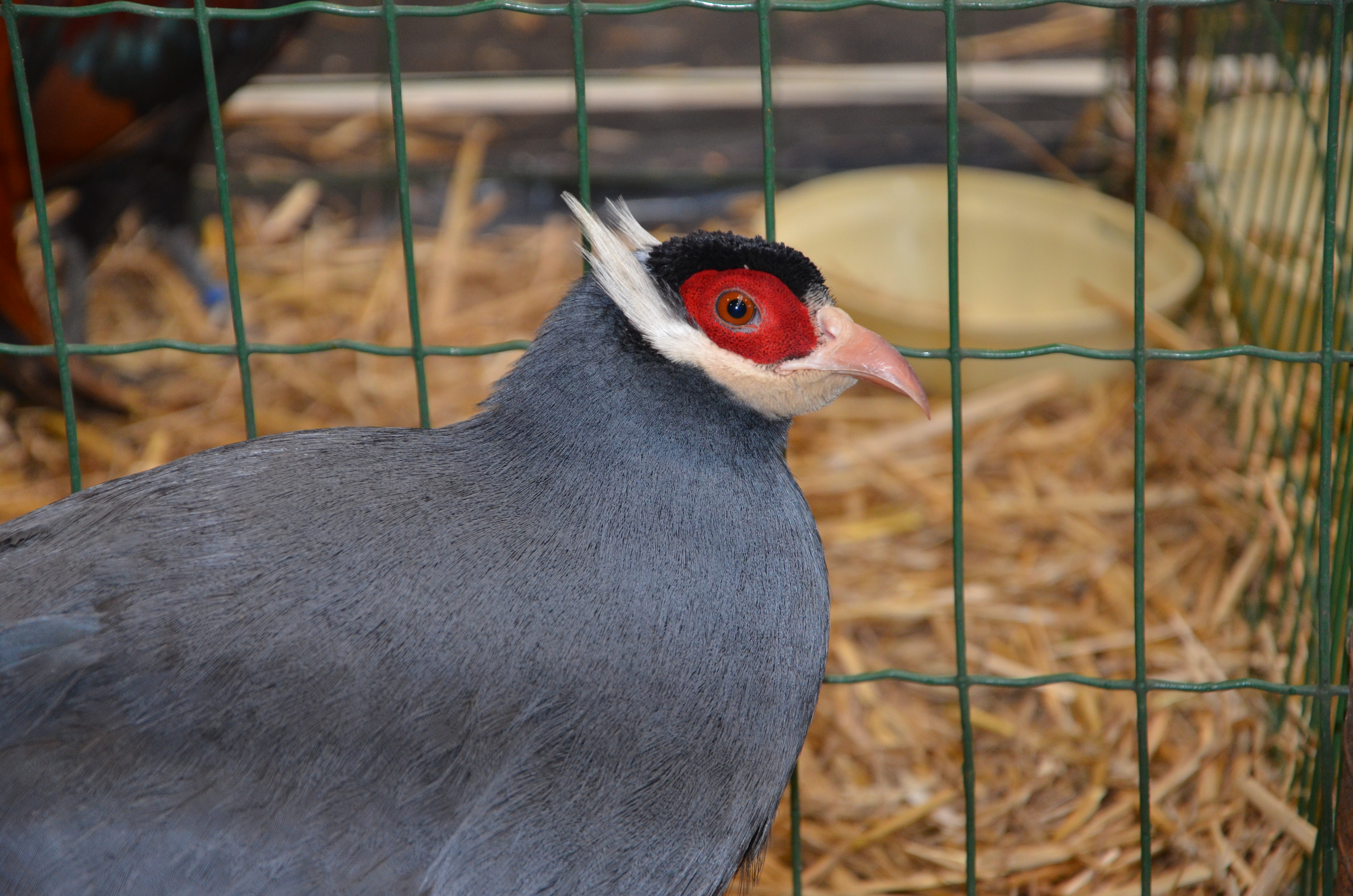
Сизий фазан-вухань

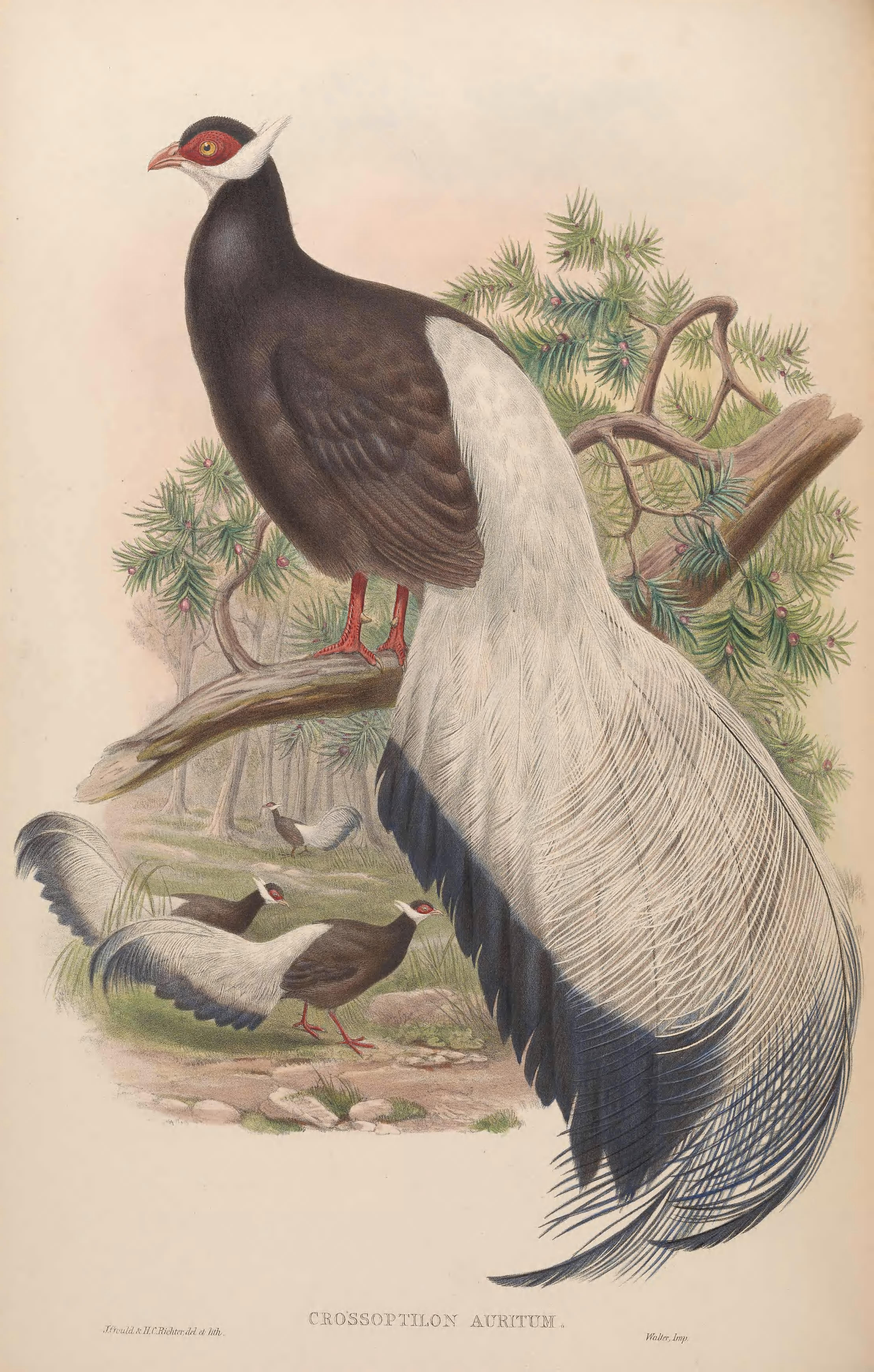
Сизий фазан-вухань

Довжина птаха становить 96 см, самці важать 1,7-2,1 кг, самиці 1,5-1,75 кг. Довжина хвоста становить 49 см, довжина крила 29-30,6 см. Забарвлення переважно темно-сизе, верхня частина голови оксамитово-чорна, підборіддя біле, під дзьобом білі "вуса", що переходять в помітні пір'яні "вуха". Навколо очей великі червоні плями, які виглядають як плями голої шкіри, однак сформовані короткими пір'їнками. Махові пера темно-коричневі, другорядні махові пера мають пурпуровий відблиск. Хвіст складається з 24 темно-сизих стернових пер, які на середині темніють і набувають металево-зеленого відблиску, кінчики у них пурпурово-фіолетові. Біля основи пари крайніх стернових пер є широкі білі поперечні смуги, які формують білі "дзеркальця", на дистальній частині ці пера мають темно-сталево-синій відблиск. Райдужки жовтуваті, дзьоб червонувато-роговий, лапи червоні. Оперення має нитчасту, волосоподібну структуру. 
Молоді птахи мають охристе або сірувато-коричневе забарвлення, а дорослого забарвлення вони набувають у віці 4 місяців. В цьому ж віці у них на лапах з'являються шпори, які у самиць є меншими і більш витягнутими, а у самців більшими і округлими.

## Поширення і екологія
Сизі фазани-вухані мешкають в горах на півночі і в центрі Китаю, від східного Цинхая через гори Алашань в Ганьсу на схід до Внутрішньої Монголії і на південь до західного Сичуаня і крайнього північно-східного Тибета. Вони живуть в соснових, дубових, ялівцевих і березових лісах, трапляються у високогірних чагарникових заростях і на прилеглих до лісу альпійських луках. Зустрічаються на висоті від 2440 до 3965 м над рівнем моря, взимку частина популяцій мігрує в долини.
80% раціону птахів становить рослинна їжа — бруньки і листя барбарису, корінці, цибулини, ялинове і гірчакове насіння, а 20% — дрібні безхребетні, зокрема жуки та їх личинки. Шукають їжу на землі, на галявинах, ночують в густих заростях. Під час негніздового періоду вони зустрічаються сімейними зграями, навесні формують пари. Сезон розмноження триває з квітня по червень. Гніздо являє собою неглибоку заглибину в землі, діаметром 25-27 см, яка встелюється мохом, травою і листям, а також пір'ям. В кладці від 8 до 14 оливково-коричневих яєць.Інкубаційний період триває 24-28 днів, насиджують самиці.

## Збереження
МСОП класифікує цей вид як такий, що не потребує особливих заходів зі збереження. Сизі фазани-вухані є досить поширеними птахами в межах свого ареалу.